# ناصر کارفرسا
ناصر کارفرسا(زاده ۱۳۰۲ اصفهان - درگذشته ۸ آذر ۱۳۸۴ اصفهان) فوتبالیست ایرانی و از بازیکنان تیم ملی فوتبال ایران در دهه ۳۰ و بنیان‌گذار باشگاه تاج در اصفهان بود.

## زندگی‌نامه
کارفرسا در سال ۱۳۰۲ در محله چهارباغ عباسی اصفهان متولد شد و در سن هجده سالگی از طرف شعاع، مدیر باشگاه شعاع تهران، به‌عنوان یار کمکی به این باشگاه دعوت شد تا تیم شعاع تهران را در رقابت‌های بین‌المللی پاکستان همراهی کند.

## عضویت در تیم ملی فوتبال ایران
در سال ۱۳۲۹ طی بازی‌های درخشان در رقابت‌های مختلف به تیم ملی فوتبال ایران دعوت شد و سال‌ها عضو ثابت تیم ملی ماند.
از جمله کسانی که با او هم‌دوره بوده‌اند می‌توان پیر کارلو، محمود بیداریان، مدنی، علی دانایی فرد، عارف قلی‌زاده، خرمی، قطبی، فقیهی، عباس افشین، پرویز دهداری، نوحی، داوری، رضایی، مانبان‌زاده، لشگری، ارشد برازنده، صرافان، ندیمیان، رهنورد، مهدی صفری، قویدست، وازگن صفریان، اوصیا، فریدون صادقی و نمرود استواری را نام برد.

## سرپرستی باشگاه تاج
ناصر کارفرسا پس از خداحافظی از تیم ملی در اواخر دهه ۳۰ اقدام به تأسیس باشگاهی خصوصی با نام تاج در اصفهان کرد. باشگاهی که در آن زمان در میان زورخانه‌ها و حتی باشگاه‌های دیگر چون شاهین می‌درخشید و سبب منشأ خدماتی ارزشمند برای ورزش به‌ویژه فوتبال شد و همین امر باعث شد شاه ایران بارها از او قدردانی کند . .

## سرنوشت باشگاه
باشگاه تاج تهران به سرپرستی سپهبد پرویز خسروانی و باشگاه تاج اصفهان به سرپرستی ناصر کارفرسا توانست نزدیک به ۳۰ سال به فعالیت ورزشی خود ادامه دهد، که با وقوع انقلاب اسلامی سرانجام در تاریخ ۱۹ بهمن ۱۳۵۷ با حکم صادره از طرف مهندس مهدی بازرگان نخست‌وزیر موقت ایران که مقرر گردیده بود تا کلیه اموال، تأسیسات، و تجهیزات سازمان ورزشی و فرهنگی تاج و همچنین کاخ‌های جوانان در سراسر کشور به سازمان ورزشی ایران واگذار گردد، سرانجام طی همین حکم این باشگاه در تاریخ سه شنبه ۲۱ فروردین ماه ۱۳۵۸ مصادره و تعطیل شد.

## درگذشت
ناصر کارفرسا در آذرماه ۱۳۸۴ به علت عارضه قلبی درگذشت روحش شاد و یادش گرامی